# Шаркси Ђер
Шаркси Ђер су клуб америчког фудбала из Ђера у Мађарске. Основани су 2004. године и своје утакмице играју на стадиону у Ђеру. Такмиче се тренутно у Првенству Мађарске. Освојили су 2011. ЦЕИ Интерлигу, а државни прваци били су 2006. и 2007. године.